# Copa da UEFA de 1977–78
A Copa da UEFA de 1977–78 foi a sétima edição da Copa da UEFA, vencida pelo PSV Eindhoven em vitória sobre o Sporting Club de Bastia no conjunto (0-0 e 3-0) Contou com a participação de 64 clubes. O AZ Alkmaar aplicou a maior goleada da competição, ao fazer 11-1 no FA Red Boys Differdange.

## Primeira fase
| Equipe 1             | Total  | Equipe 2                | 1.º jogo      | 2.º jogo          |
| -------------------- | ------ | ----------------------- | ------------- | ----------------- |
| Eintracht Frankfurt  | 5–0    | Sliema Wanderers F.C.   | 5–0 (Report)  | 0–0 (Report)      |
| AZ Alkmaar           | 16–1   | FA Red Boys Differdange | 11–1 (Report) | 5–0 (Report)      |
| Aston Villa F.C.     | 6–0    | Fenerbahçe              | 4–0 (Report)  | 2–0 (Report)      |
| FC Barcelona         | 8–2    | Steaua Bucharest        | 5–1 (Report)  | 3–1 (Report)      |
| SEC Bastia           | 5–3    | Sporting CP             | 3–2 (Report)  | 2–1 (Report)      |
| Bayern Munich        | 12–0   | Mjøndalen IF            | 8–0 (Report)  | 4–0 (Report)      |
| Boavista             | 1–5    | Lazio                   | 1–0 (Report)  | 0–5 (Report)      |
| Bohemian F.C.        | 0–4    | Newcastle United F.C.   | 0–0 (Report)  | 0–4 (Report)      |
| FC Carl Zeiss Jena   | 6–5    | Altay SK                | 5–1 (Report)  | 1–4 (Report)      |
| Dundee United F.C.   | 1–3    | KB                      | 1–0 (Report)  | 0–3 (Report)      |
| Fiorentina           | 1–5    | Schalke 04              | 0–3 (Report)  | 1–2 (Report)      |
| BK Frem              | 1–8    | Grasshopper Club Zürich | 0–2 (Report)  | 1–6 (Report)      |
| Glenavon F.C.        | 2–11   | PSV Eindhoven           | 2–6 (Report)  | 0–5 (Report)      |
| Górnik Zabrze        | 5–3    | FC Haka                 | 5–3 (Report)  | 0–0 (Report)      |
| Internazionale       | 0–1    | Dinamo Tbilisi          | 0–1 (Report)  | 0–0 (Report)      |
| FC Dynamo Kyiv       | 1–1(a) | Eintracht Braunschweig  | 1–1 (Report)  | 0–0 (Report)      |
| Landskrona BoIS      | 0–6    | Ipswich Town F.C.       | 0–1 (Report)  | 0–5 (Report)      |
| UD Las Palmas        | 8–4    | FK Sloboda Tuzla        | 5–0 (Report)  | 3–4 (Report)      |
| Lens                 | 4–3    | Malmö FF                | 4–1 (Report)  | 0–2 (Report)      |
| LASK Linz            | 3–9    | Újpest FC               | 3–2 (Report)  | 0–7 (Report)      |
| Odra Opole           | 2–3    | 1. FC Magdeburg         | 1–2 (Report)  | 1–1 (Report)      |
| Olympiacos           | 4–6    | Dinamo Zagreb           | 3–1 (Report)  | 1–5 (Report)      |
| Manchester City F.C. | 2–2(a) | Widzew Łódź             | 2–2 (Report)  | 0–0 (Report)      |
| PFC Marek Dupnitsa   | 3–2    | Ferencvarosi TC         | 3–0 (Report)  | 0–2 (Report)      |
| SK Rapid Wien        | 1–3    | TJ Internacional        | 1–0 (Report)  | 0–3 (Report)      |
| R.W.D. Molenbeek     | 2–1    | Aberdeen F.C.           | 0–0 (Report)  | 2–1 (Report)      |
| Servette FC          | 1–2    | Athletic Bilbao         | 1–0 (Report)  | 0–2 (Report)      |
| Standard Liège       | (a)3–3 | Slavia Prague           | 1–0 (Report)  | 2–3 (Report)      |
| I.K. Start           | 8–0    | Fram                    | 6–0 (Report)  | 2–0 (Report)      |
| ASA Târgu Mureș      | 1–3    | AEK Athens F.C.         | 1–0 (Report)  | 0–3 (Report)      |
| Torino               | 4–1    | APOEL                   | 3–0 (Report)  | 1–1 (Report)      |
| Fussballclub Zürich  | 2–1    | PFC CSKA Sofia          | 1–0 (Report)  | 1–1(aet) (Report) |

## Segunda fase
| Equipe 1            | Total  | Equipe 2                | 1.º jogo     | 2.º jogo          |
| ------------------- | ------ | ----------------------- | ------------ | ----------------- |
| AEK Athens F.C.     | 3–6    | Standard Liège          | 2–2 (Report) | 1–4 (Report)      |
| AZ Alkmaar          | 2–2(p) | FC Barcelona            | 1–1 (Report) | 1–1 (Report)      |
| Aston Villa F.C.    | 3–1    | Górnik Zabrze           | 2–0 (Report) | 1–1 (Report)      |
| SEC Bastia          | 5–2    | Newcastle United F.C.   | 2–1 (Report) | 3–1 (Report)      |
| Bayern Munich       | 3–2    | PFC Marek Dupnitsa      | 3–0 (Report) | 0–2 (Report)      |
| TJ Internacional    | 2–5    | Grasshopper Club Zürich | 1–0 (Report) | 1–5 (Report)      |
| Ipswich Town F.C.   | 4–3    | UD Las Palmas           | 1–0 (Report) | 3–3 (Report)      |
| KB                  | 2–6    | Dinamo Tbilisi          | 1–4 (Report) | 1–2 (Report)      |
| Lazio               | 2–6    | Lens                    | 2–0 (Report) | 0–6(aet) (Report) |
| 1. FC Magdeburg     | 7–3    | Schalke 04              | 4–2 (Report) | 3–1 (Report)      |
| R.W.D. Molenbeek    | 2–2(p) | FC Carl Zeiss Jena      | 1–1 (Report) | 1–1 (Report)      |
| I.K. Start          | 1–4    | Eintracht Braunschweig  | 1–0 (Report) | 0–4 (Report)      |
| Torino              | 3–2    | Dinamo Zagreb           | 3–1 (Report) | 0–1 (Report)      |
| Újpest FC           | 2–3    | Athletic Bilbao         | 2–0 (Report) | 0–3(aet) (Report) |
| Widzew Łódź         | 3–6    | PSV Eindhoven           | 3–5 (Report) | 0–1 (Report)      |
| Fussballclub Zürich | 3–7    | Eintracht Frankfurt     | 0–3 (Report) | 3–4 (Report)      |

## Terceira fase
| Equipe 1            | Total  | Equipe 2                | 1.º jogo     | 2.º jogo     |
| ------------------- | ------ | ----------------------- | ------------ | ------------ |
| Aston Villa F.C.    | 3–1    | Athletic Bilbao         | 2–0 (Report) | 1–1 (Report) |
| SEC Bastia          | 5–3    | Torino                  | 2–1 (Report) | 3–2 (Report) |
| FC Carl Zeiss Jena  | 4–1    | Standard Liège          | 2–0 (Report) | 2–1 (Report) |
| Eintracht Frankfurt | 6–1    | Bayern Munich           | 4–0 (Report) | 2–1 (Report) |
| Ipswich Town F.C.   | 3–3(p) | FC Barcelona            | 3–0 (Report) | 0–3 (Report) |
| 1. FC Magdeburg     | 4–2    | Lens                    | 4–0 (Report) | 0–2 (Report) |
| PSV Eindhoven       | 4–1    | Eintracht Braunschweig  | 2–0 (Report) | 2–1 (Report) |
| Dinamo Tbilisi      | 1–4    | Grasshopper Club Zürich | 1–0 (Report) | 0–4 (Report) |

## Quartas-de-final
| Equipe 1            | Total  | Equipe 2                | 1.º jogo     | 2.º jogo     |
| ------------------- | ------ | ----------------------- | ------------ | ------------ |
| Aston Villa F.C.    | 3–4    | FC Barcelona            | 2–2 (Report) | 1–2 (Report) |
| SEC Bastia          | 9–6    | FC Carl Zeiss Jena      | 7–2 (Report) | 2–4 (Report) |
| 1. FC Magdeburg     | 3–4    | PSV Eindhoven           | 1–0 (Report) | 2–4 (Report) |
| Eintracht Frankfurt | 3–3(a) | Grasshopper Club Zürich | 3–2 (Report) | 0–1 (Report) |

## Semifinais
| Equipe 1                | Total  | Equipe 2     | 1.º jogo     | 2.º jogo     |
| ----------------------- | ------ | ------------ | ------------ | ------------ |
| Grasshopper Club Zürich | 3–3(a) | SEC Bastia   | 3–2 (Report) | 0–1 (Report) |
| PSV Eindhoven           | 4–3    | FC Barcelona | 3–0 (Report) | 1–3 (Report) |

## Final
| Equipe 1   | Total | Equipe 2      | 1.º jogo     | 2.º jogo     |
| ---------- | ----- | ------------- | ------------ | ------------ |
| SEC Bastia | 0–3   | PSV Eindhoven | 0–0 (Report) | 0–3 (Report) |